# Krasowo Wielkie
Krasowo Wielkie – wieś w Polsce położona w województwie podlaskim, w powiecie wysokomazowieckim, w gminie Nowe Piekuty.
W latach 1975–1998 miejscowość administracyjnie należała do województwa łomżyńskiego.
Wierni kościoła rzymskokatolickiego należą do parafii św. Kazimierza w Nowych Piekutach.

## Historia
Wieś założona najprawdopodobniej w XV w. przez rycerzy herbu Ślepowron, pochodzących z Krasowa w ziemi rawskiej.
W roku 1408 Krasowo było wsią należącą do rodu Boleszczyce. W 1441 r. Książę mazowiecki Władysław nadał Mikołajowi z Krassowa, kasztelanowi wizkiemu 40 łanów ziemi we wsi Sieburczyn nad Biebrzą.
Krasowo wzmiankowane w roku 1519 i 1526.
W I Rzeczypospolitej wieś należała do ziemi bielskiej.
Na popis szlachty podlaskiej w roku 1528 wysłano ze wsi 6 konnych jeźdźców. Wymienieni rycerze: Mroczek Krasowski, Bernat Krasowski, Liasota, Woytech, Andrej Michyłowicz Pekolka, Stanisław Kras, Matey Michałowicz, Jan Mikołaiewicz Liaszkowicz, Jan Mateiewicz brat ieho Martin, Matey Liaszkowicz, Paweł Martinowicz, Tomko Kordasowicz.
W XVI wieku miejscowość rozpadła się na mniejsze osiedla: Częstki, Siódmaki, Wólka.
Mroczek Krassowski stanął przed obliczem królewskim w Krakowie jako delegat szlachty w sporze ze starostą brańskim Gasztołdem.
W 1580 r. mieszkał tu między innymi Andrzej Krassowski komornik ziemski bielski, właściciel młyna oraz 3 włók ziemi. Notowano również: Krzysztofa syna Szczęsnego Kostro, Jakuba Krassowskiego syna Walentego, Mikołaja Rzepnego, Piotra syn Wawrzyńca Kostro, Więczsława syna Jana Krasowskiego oraz Jana syna Mroczka Krassowskiego.
Dokument z roku 1631 podaje, że nazwę miejscowości zapisywano również jako Krassowo-Piekuty.
Pod koniec XIX w. wieś drobnoszlachecka i włościańska nad rzeczką Dzierżą w powiecie mazowieckim, gmina i parafia Piekuty. Wieś liczyła wówczas 31 domów (dymów), 194 katolików, 48 żydów i jednego unitę. Grunty rolne w glebie średniej. Powierzchnia gruntów drobnoszlacheckich wynosiła 534, a włościańskich 16 morg. Ziemi poduchownej 7½ morgi. We wsi istniała karczma i wiatrak. Przez pewien czas największym właścicielem ziemskim był Drągowski.
W pobliżu znajduje się cmentarz rzymskokatolicki parafii Piekuty założony w roku 1870.
W 1891 r. we wsi istniało 19 gospodarstw drobnoszlacheckich i 12 chłopskich. W 1921 r. – 28 domów, 16 innych budynków mieszkalnych z liczbą 270 mieszkańców, wśród nich 31 Żydów i 4 prawosławnych. Przed II wojną światową działał tu sklep spożywczy I. Bursztyna, istniał też wiatrak J. Podhasanego.
Raporty z czasów okupacji sowieckiej donosiły: Wojno Aleksander syn Kazimierza, urodził się w 1918 roku, wcześniej mieszkał we wsi Krasowo, rejonu brańskiego, uciekł z domu i znajdował się na nielegalnej stopie. Wykryty i aresztowany 26 lutego 1941 roku w domu Leśniewskiego. Śledztwo prowadzi 3 Oddział NKWD.
Podczas pacyfikacji wsi Skłody Borowe Niemcy podpalili również zabudowania tej wsi, uprzednio wysiedlając mieszkańców. Dwóch mężczyzn zabrali do Skłod Borowych i tam zamordowali, byli to: Antoni Skłodowski zwany Statuta oraz Antoni Kobosko (lat 45).
Współcześnie miejscowość liczy 46 domów i 200 mieszkańców.

## Obiekty zabytkowe
- krzyż przydrożny, żeliwny z 1895 r.[12]
- cmentarz wojenny z okresu I wojny światowej
- młyn motorowy, murowany z lat 30. XX w.[8]

## Urodzeni w Krasowie Wielkim
- Jan Stanisław Jankowski – delegat rządu Rzeczypospolitej na kraj, wicepremier Rządu Podziemnego
- Tomasz Puchalski – (ur. 13.12.1793 Krasowie Wielkie pow. Wysokie Mazowieckie zm. 19.12.1846 Caen) ksiądz rzymskokatolicki, kapelan pułkowy od 1826, brał udział w powstaniu listopadowym, potem na emigracji najpierw w Niemczech i od stycznia 1832 we Francji, aktywny działacz emigracyjny związany z jej lewicowym skrzydłem[13].